# HD 150706
Désignations
HD 150706 est une étoile située dans la constellation de la Petite Ourse. Il s'agit d'une naine jaune de type spectral G0V dont la distance est d'approximativement ∼ 92 a.l. (∼ 28,2 pc). Cette étoile est très semblable au Soleil en termes de type spectral, de température de surface, de rayon mais est un peu plus massive que lui. L'âge de HD 150706 est soumis à une grande incertitude, certains auteurs l'estimant autour de 5 milliards d'années, donc comparable à celui du Soleil, d'autres le situant entre 1 et 2 milliards d'années.
Autour de HD 150706 se trouve une planète, HD 150706 b, découverte en 2012 par la méthode des vitesses radiales. Cette planète, vraisemblablement une géante gazeuse, a une masse estimée à 2,7 MJ. Le demi-grand axe de son orbite est de 6,7 UA, cette dernière étant par ailleurs notablement excentrique, avec une valeur mesurée à 0,38. On avait d'abord cru que l'étoile possédait une planète aussi massive que Jupiter et orbitant à une distance, bien plus proche, de 0,6 UA, mais cette découverte avait été remise en cause en 2007.